# Ulpia Severina

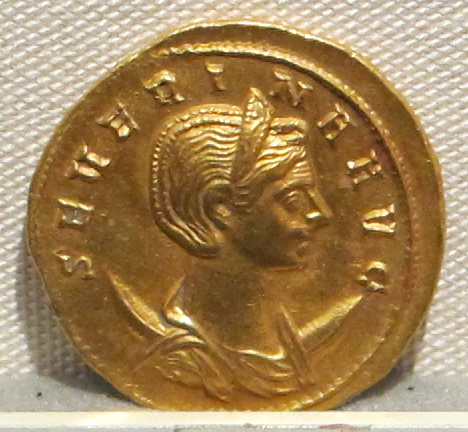
Myntporträtt av Ulpia Severina.

Ulpia Severina, född okänt år på 200-talet, död okänt år, var en romersk kejsarinna. Hon var gift med kejsar Aurelianus och regerade möjligen som regent under en tid efter hans död 275. Hon var med all säkerhet den enda kvinna som någonsin regerat Romarriket i sitt eget namn.

## Biografi
Ulpia Severinas ursprung är obekräftat. Enligt en legend ska hon ha varit dotter till en ättling till kejsar Trajanus, viss Ulpius, och adoptivsyster till Aurelianus, men det finns inga bevis för Ulpius' existens. Enligt andra kom hon från Dacia, där namnet Ulpius var vanligt. 
Hon var gift med Aurelianus innan han blev kejsare år 270. Hon hade åtminstone från 274 titlarna Augusta, Pia ("Den fromma") och Mater castrorum et senatus et patriae ("Barackens, Senatens och Rikets moder"). 
Under tiden mellan hennes makes död och installationen av hans efterträdare tycks hon ha regerat Rom ensam och i sitt eget namn. Perioden mellan de två kejsarna har kallats ett interregnum, och under den perioden präglades mynt i Ulpina Severinas eget namn. Detta bedöms som ett trovärdigt tecken på att Ulpina Severina var regerande kejsarinna av Rom under en kort tid år 275, även om man inte har kunnat bekräfta saken. Som sådan var hon i sådana fall unik. Flera kvinnor har regerat romarriket, som exempelvis Julia Soaemias, men då som ställföreträdande regenter och inte i sitt eget namn.